# Don Bragg
Donald George „Don“ Bragg (15. května 1935, Penns Grove, New Jersey – 16. února 2019) byl americký atlet, olympijský vítěz ve skoku o tyči.

## Sportovní kariéra
Byl posledním tyčkařem, který vytvořil světový rekord na tyči z hliníku. Během studií na Villanova University se stal akademickým mistrem USA. V roce 1958 vytvořil světový rekord ve skoku o tyči v hale výkonem 481 cm, v předolympijské kvalifikaci o rok později pak světový rekord pod širým nebem výkonem 480 cm. Na olympiádě v Římě zvítězil v novém olympijském rekordu 470 cm. Jeho sportovní kariéra skončila předčasně kvůli zranění.